# Izbori za Hrvatsko-slavonsko-dalmatinski sabor 1911.
Izbori za Hrvatsko-slavonsko-dalmatinski sabor 1911. održani su u prosincu. Unatoč naporima bana Nikole Tomašića za prisiljavanje birača na glasovanje za unionističke stranke, vladina (Tomašićeva) Stranka narodnog napretka je osvojila samo 21 mandat te je bila u saborskoj manjini.

## Kandidati koji nisu prošli
Nekoliko je kandidata bilo kandidirano u više izbornih kotara, a neki samo u jednom. 
Od HPSS-a, nije prošao župnik Juraj Ortner, knjigovođa Josip Ljubić, posjednik Joso Sortić te Ilija Martinović.

## Rezultati
| Stranka                                | Broj zastupnika | Promjena |
| -------------------------------------- | --------------- | -------- |
| Čista stranka prava                    | 27              | +12      |
| Hrvatsko-srpska koalicija              | 24              | –11      |
| Stranka narodnog napretka (vladinovci) | 20              | +3       |
| Hrvatska seljačka stranka              | 8               | ...      |
| Nezavisni klub (osječani)              | 1               | ...      |
| Srbski radikali                        | 3               | ...      |
| (obustavljeni izbori u 5 kotara)       | 5               | ...      |

Pobjednici po kotarima
| Izborni kotar       | Zastupnik                       | Stranka                                |
| ------------------- | ------------------------------- | -------------------------------------- |
| Bakar               | Erazmo Barčić                   | Koalicija                              |
| Biškupec            | Juraj Tomac                     | Stranka prava                          |
| Bjelovar            | Benjamin Šuperina               | Seljačka stranka                       |
| Bošnjaci            | Mato Babogredac                 | Seljačka stranka                       |
| Brlog               | Srđan Budisavljević             | Koalicija                              |
| Brod                | Vladimir Prebeg                 | Stranka prava                          |
| Cerna               | Marijan Mihaljković             | Stranka prava                          |
| Čazma               | Vinko Lovreković                | Seljačka stranka                       |
| Dalj                | Šandor Popović                  | Koalicija                              |
| Daruvar             | Ljudevit Schwarz                | vladinovci                             |
| Delnice             | Fran Serafin Križ               | Koalicija                              |
| Stubica             | Marko Novosel                   | Koalicija                              |
| Dolnji Miholjac     | Franjo Poljak                   | Koalicija                              |
| Draganić            | I Grandavec                     | vladinovci                             |
| Dugo Selo           | Josip Predavec                  | Seljačka stranka                       |
| Đakovo              | Lovro Radičević                 | vladinovci                             |
| Garčin              | Dragutin Hrvoj                  | Stranka prava                          |
| Glina               | Nikola Ercegovac                | Koalicija                              |
| Gospić              | Ivan Ružić                      | Stranka prava                          |
| Gračac              | Pajo Obradović                  | Koalicija                              |
| Hercegovac          | Antun Jemrić                    | Seljačka stranka                       |
| Hrtkovci            | Aleksa Ivić                     | vladinovci                             |
| Ilok                | Svetislav Novak                 | Srbski radikali                        |
| Irig                | Milivoj Babić                   | Srbski radikali                        |
| Ivanec              | Cezar Akačić                    | Stranka prava                          |
| Jastrebarsko        | Ivan Banjavčić                  | Stranka prava                          |
| Karlobag            | Ivan Peršić                     | Stranka prava                          |
| Karlovac            | Edmund Lukinić                  | Koalicija                              |
| Karlovci            | Gjorgje Krasojević              | Srbski radikali                        |
| Klanjec             | Vjekoslav Homotarić             | Stranka prava                          |
| Kloštar             | Gjuro Balaško                   | Stranka prava                          |
| Koprivnica          | Stjepan Zagorac                 | Stranka prava                          |
| Korenica            | Svetozar Pribičević             | Koalicija                              |
| Kostajnica          | Bogdan Stojanović               | Koalicija                              |
| Krapina             | Stjepan Cerovac                 | Koalicija                              |
| Križ                | Ivica Frank                     | Stranka prava                          |
| Križevci            | Fran Novak                      | Stranka prava                          |
| Ludbreg             | Stjepan Radić                   | Seljačka stranka                       |
| Martinci            | Vladimir Nikolić                | vladinovci                             |
| Mitrovica           | Dušan Popović                   | Koalicija                              |
| Morović             | Pajo Janković                   | vladinovci                             |
| Našice              | Teodor grof Pejačević           | vladinovci                             |
| Nova Gradiška       | Stjepan Pomper                  | Stranka prava                          |
| Novigrad            | Tomo Jalžabetić                 | Seljačka stranka                       |
| Novi Marof          | Aleksandar Horvat               | Stranka prava                          |
| Novska              | Dragutin Oršanić                | vladinovci                             |
| Nuštar              | Vladoje Broschan                | vladinovci                             |
| Ogulin              | Vladimir pl. Nikolić-Podrinski  | Koalicija                              |
| Osijek I (g. grad)  | Ante Pinterović                 | nezavisni klub (osječani)              |
| Osijek II (d. grad) | Ivan Rikard Ivanović            | Koalicija                              |
| Otočac              | Živko Petričić                  | Stranka prava                          |
| Pakrac              | Milenko Marković                | Koalicija                              |
| Perušić             | Stipe Vučetić                   | Stranka prava                          |
| Petrinja            | Aleksandar Badaj                | Koalicija                              |
| Pisarovina          | Franjo Kufrin                   | Stranka prava                          |
| Plaški              | Bogdan Medaković                | Koalicija                              |
| Požega              | Stjepan Lesny                   | Stranka prava                          |
| Pregrada            | Vuk Kiš                         | Stranka prava                          |
| Ruma                | Franjo Moser                    | vladinovci                             |
| Samobor             | Ante Pavelić (zubar)            | Stranka prava                          |
| Selce               | Bogoslav Mažuranić              | Koalicija                              |
| Senj                | Drago Vlahović                  | Stranka prava                          |
| Sisak               | Grga Tuškan                     | Koalicija                              |
| Slatina             | Franjo Zbierchowski/Zbierzowsky | (vanstranački unionisti) - vladinovci? |
| Slunj               | Matija Polić                    | Stranka prava                          |
| Srb                 | Petar Krajinović                | Koalicija                              |
| Stara Pazova        | Nikola Petrović                 | vladinovci                             |
| Sveti Ivan Zelina   | Mile Starčević                  | Stranka prava                          |
| Sveti Ivan Žabno    | Fran Milobar                    | Stranka prava                          |
| Šid                 | S Adamović                      | Stranka narodnog napredka              |
| Šimanovci           | Jovo Kamarata                   | vladinovci                             |
| Udbina              | Gašo Dević                      | vladinovci                             |
| Valpovo             | Pajo Čačinović                  | Koalicija                              |
| Varaždin            | Pero Magdić                     | Koalicija                              |
| Velika Gorica       | Ante Radić                      | Seljačka stranka                       |
| Vilić Selo          | Ivan Zatluka                    | Stranka prava                          |
| Vinkovci            | Stjepan Tropsch                 | vladinovci                             |
| Virovitica          | Frano Spevec                    | vladinovci                             |
| Vojnić              | Vaso Muačević                   | Koalicija                              |
| Vrbovsko            | Pero Magdić                     | Koalicija                              |
| Vrginmost           | Bude Budisavljević              | Koalicija                              |
| Vuka                | Pišta Barlović                  | vladinovci                             |
| Vukovar             | Teodor grof Pejačević           | vladinovci                             |
| Zagreb I            | Nikola Tomašić                  | vladinovci                             |
| Zagreb II           | Franjo Spevec                   | vladinovci                             |
| Zagreb III          | Franjo Hrustić                  | Stranka prava                          |
| Zemun               | Levin pl. Chavrak               | vladinovci                             |
| Zlatar              | Aurel Rauer                     | Koalicija                              |

Vlada je bila samovoljno obustavila izbore u petorima izbornim kotarima: Karlovcu, Vrbovskom, Korenici, Slatini i Šidu.